# 孟英
孟英，中华人民共和国政治人物、外交官。
1978年，接替张伟烈，担任中华人民共和国驻蒙古大使。1983年，由李举卿接任。